# آنت اچیکونووکه
آنت اچیکونووکه (انگلیسی: Annette Echikunwoke؛ زادهٔ ۲۹ ژوئیهٔ ۱۹۹۶) پرتاب‌گر چکش زن اهل ایالات متحده آمریکا است.